# Everett Briggs
Everett Ellis Briggs (* 6. April 1934 in Havanna, Kuba) ist ein ehemaliger US-amerikanischer Diplomat, der unter anderem mehrmals Botschafter war.

## Leben
Everett Ellis Briggs, Sohn des Diplomaten und mehrmaligen Botschafters Ellis Ormsbee Briggs und dessen Ehefrau Lucy Barnard Briggs, besuchte das Colegio De La Salle in Miramar. Nach dem Schulbesuch begann er ein grundständiges Studium am Dartmouth College, das er 1956 mit einem Bachelor of Arts (B.A.) beendete. Anschließend trat er 1956 in das US-Außenministerium ein und war unter anderem zwischen 1958 und 1960 Vizekonsul an der Botschaft in Bolivien. Nach verschiedenen weiteren Stationen im In- und Ausland besuchte er zwischen 1971 und 1972 das National War College (NWC) in Fort Lesley J. McNair. Ein gleichzeitiges postgraduales Studium an der George Washington University schloss er 1972 mit einem Master of Science (M.S.) ab. Nachdem er von 1972 bis 1974 Generalkonsul in Luanda war, fungierte er von 1974 bis 1978 als Ständiger Vertreter des Botschafters in Paraguay sowie von 1978 bis 1979 als Ständiger Vertreter des Botschafters in Kolumbien. Anschließend war er von 1979 bis 1981 Leiter des Referats für Mexiko im Außenministerium sowie zwischen 1981 und 1982 stellvertretender Leiter der Unterabteilung Interamerikanische Angelegenheiten (Deputy Assistant Secretary of State for Inter-American Affairs) im Außenministerium.
Am 30. September 1982 wurde Briggs erstmals zum Botschafter ernannt und überreichte am 29. Oktober 1982 als Nachfolger von Ambler Holmes Moss, Jr. sein Akkreditierungsschreiben als Botschafter der Vereinigten Staaten in Panama. Er verblieb auf diesem Posten bis zum 24. Februar 1986 und wurde daraufhin von Arthur H. Davis, Jr. abgelöst. Er selbst wurde am 16. Oktober 1986 zum Botschafter in Honduras ernannt, wo er am 4. November 1986 als Nachfolger von John Arthur Ferch sein Beglaubigungsschreiben übergab. Er bekleidete dieses Amt bis zum 15. Juni 1989 und wurde danach von Cresencio S. Arcos, Jr. abgelöst. Zuletzt wurde er am 1. April 1990 zum Botschafter der Vereinigten Staaten in Portugal ernannt und überreichte dort am 25. Mai 1990 als Nachfolger von Edward Morgan Rowell seine Akkreditierung. Auf diesem Posten verblieb er bis zum 3. September 1993, woraufhin Elizabeth Frawley Bagley seine Nachfolge übernahm.
Botschafter Briggs war zeitweise Berater des Nationalen Sicherheitsrates NSC (National Security Council) und engagierte sich zudem für die American Academy of Diplomacy, den Council on Foreign Relations sowie das International Republican Institute. Darüber hinaus war er Vorstandsmitglied des US-Panama Business Council. Aus seiner am 9. September 1955 geschlossenen Ehe mit Sally Soast gingen fünf Kinder hervor.